# 윤용선
윤용선(尹容善, 1829년(순조 29년) ~ 1904년(광무 8년))는 조선 후기의 문신이다. 본관은 해평, 자는 경규(景圭), 호는 자유재(自有齋), 시호는 문충(文忠)이다. 탁지부대신과 내각총리대신 등을 역임하였다.

## 가족 관계
- 증조부 : 윤경렬(尹敬烈)
  - 양조부: 윤경렬(尹敬烈), 생부 윤기동(尹紀東)
    - 부친: 윤치희(尹致羲)
      - 양자: 윤철구(尹撤求) - 생부 : 윤위선
        - 양손: 윤택영(尹澤榮)
        - 양손: 윤덕영(尹德榮)